# Geiselbrechting
Geiselbrechting ist ein Gemeindeteil des Marktes Buchbach im oberbayerischen Landkreis Mühldorf am Inn auf der Gemarkung Felizenzell.

## Geografie
Die Einöde Geiselbrechting liegt etwa einen Kilometer nordöstlich des Marktplatzes von Buchbach.

## Bevölkerungsentwicklung
Um 1871 gab es in Geiselbrechting acht Einwohner. Im Mai 1987 lebten dort nach einem vorübergehenden Bevölkerungsanstieg in der Nachkriegszeit des Ersten Weltkriegs sechs Einwohner in einem Wohngebäude.
| Jahr      | 1871 | 1925 | 1950 | 1970 | 1987 |
| Einwohner | 8    | 11   | 9    | 5    | 6    |